# Gold Vol. 2
Gold Vol. 2 — франкоязычный сборник канадской певицы Селин Дион, выпущенный во Франции лейблом Versailles 2 октября 1995 года. В него вошли четырнадцать редких песен, записанных в период с 1983 по 1987 год, включая весь альбом Incognito. Во Франции сборник получил золотой статус. Gold Vol. 2 также был выпущен в Бельгии и достиг пятьдесят первой позиции в чарте Валлонии.

## Предыстория, содержание и коммерческий успех
После успеха D’eux, ставшего самым продаваемым франкоязычным альбомом всех времён, 2 октября 1995 года на лейбле Versailles был выпущен Gold Vol. 2, следующий после Gold Vol. 1 сборник ранних и редких записей Дион 1980-х годов. В него входит весь альбом 1987 года Incognito и несколько треков, в разное время выходивших во Франции на альбомах и синглах. «Mon ami m’a quittée» и «La dodo la do» издавались на сборнике Du soleil au cœur (1983), «Hymne à l'amitié» — на Les oiseaux du bonheur (1984), «C’est pour vivre» и «Je ne veux pas» были выпущены в качестве синглов в 1985 и 1987 году соответственно, а песня «En amour» появилась на обратной строне сингла «Billy» (1986).
Gold Vol. 2 достиг пятьдесят первой позиции в Бельгии (Валлонии) в мае 1996 года, получил золотой сертификат во Франции в 1998 году и был продан тиражом 130 000 копий. В 1997 году альбом был переиздан под названием Les premières chansons vol. 2.

## Список композиций
| №                   | Название                         | Автор(ы)                                                 | Продюсер(ы)         | Длительность |
| ------------------- | -------------------------------- | -------------------------------------------------------- | ------------------- | ------------ |
| 1.                  | «Incognito»                      | Люк Пламондон Жан-Ален Руссель                           | Руссель             | 4:39         |
| 2.                  | «Lolita (trop jeune pour aimer)» | Пламондон Даниэль Лавуа                                  | Руссел              | 4:20         |
| 3.                  | «On traverse un miroir»          | Иза Миноке Робер Лафонд                                  | Альдо Нова          | 4:41         |
| 4.                  | «Partout je te vois»             | Эдди Марне Нова                                          | Нова                | 4:09         |
| 5.                  | «Jours de fièvre»                | Марне Руссель                                            | Руссел              | 5:13         |
| 6.                  | «D’abord, c’est quoi l’amour?»   | Марне Стивен Трейси                                      | Нова                | 4:23         |
| 7.                  | «Délivre-moi»                    | Марне Элизабет Дэйли Гарольд Фальтермейер                | Пьер Базине         | 4:19         |
| 8.                  | «Comme un cœur froid»            | Марне Руссель                                            | Руссел              | 5:13         |
| 9.                  | «Mon ami m’a quittée»            | Марне Кристиан Луажеро Тьерри Жофруа                     | Марне Руди Паскаль  | 2:59         |
| 10.                 | «La dodo la do»                  | Марне Кристиан Губерт                                    | Марне Паскаль       | 3:02         |
| 11.                 | «Hymne à l'amitié»               | Марне Дарио Балдан Бембо Нини Джакомелли Серджо Бардотти | Марне Паскаль       | 4:05         |
| 12.                 | «Je ne veux pas»                 | Марне Романо Мусумарра                                   | Мусумарра           | 4:05         |
| 13.                 | «C’est pour vivre»               | Марне Андре Попп                                         | Марне Паскаль       | 4:07         |
| 14.                 | «En amour»                       | Марне Луажеро Жофруа                                     | Марне               | 3:19         |
| Общая длительность: | Общая длительность:              | Общая длительность:                                      | Общая длительность: | 58:34        |

## Чарты
| Чарт (1995—1998)            | Позиция |
| --------------------------- | ------- |
| Бельгия/Валлония (Ultratop) | 51      |

## Сертификации и продажи
| Регион                                                       | Сертификация | Продажи  |
| ------------------------------------------------------------ | ------------ | -------- |
| Франция (SNEP)                                               | Золотой      | 100 000* |
| * Данные о продажах приведены только на основе сертификации. |              |          |

## История релиза
| Название | Регион         | Дата       | Лейбл | Формат       | Каталог |
| -------- | -------------- | ---------- | ----- | ------------ | ------- |
| Франция  | 2 октября 1995 | Versailles | CD    | VER 481431 2 |         |